# Vismia bemerguii
Vismia bemerguii är en johannesörtsväxtart som beskrevs av M.E. van den Berg. Vismia bemerguii ingår i släktet Vismia och familjen johannesörtsväxter. Inga underarter finns listade i Catalogue of Life.